# Anyphops basutus
Anyphops basutus is een spinnensoort uit de familie van de Selenopidae.
De wetenschappelijke naam van de soort werd in 1901 als Selenops basutus gepubliceerd door Reginald Innes Pocock.